# Bodo Schütt
Bodo Schütt (10. Februar 1906 in Kiel – 19. Februar 1982 in Westerland) war ein deutscher Arzt und Lyriker.

## Leben

### Kindheit und Jugend
Bodo Schütt entstammt als einziges Kind einer konservativen norddeutschen Bürgerfamilie. Kindheit und Jugend verlebt er in Berlin und Kiel. Er steht der Wandervogel-Bewegung nahe, liest Georg Stammler und Walter Flex, entdeckt und erschließt sich die Klavierkompositionen Chopins, befasst sich früh mit den Mystikern, Jakob Böhme und Paracelsus, dessen naturphilosophische Gedanken zu vorbeugender und erhaltender Lebenskraft er später in seiner medizinischen Praxis mit der Schulmedizin in Einklang zu bringen bemüht sein wird. U. a. inspiriert von Rilkes, Hölderlins und Stefan Georges Lyrik verfasst er erste Gedichte.

### Studienjahre
Er studiert Medizin u. a. in Graz sowie in Kiel in, tritt nach dem Physikum am 2. April 1928 in das 100.000-Mann-Heer der Reichswehr ein und setzt als Soldat sein Medizinstudium u. a. in Greifswald und Berlin fort. 1932 legt er in Berlin sein medizinisches Staatsexamen ab und promoviert mit der Geschichte der Blutstillung vom Altertum bis in die Zeit des Ambroise Paré zum Doktor der Medizin. Die Fachausbildung für Innere Medizin erfährt er in Leipzig bei Morawitz und Bürger.

### Sanitätsoffizier/niedergelassener Arzt
Aus seiner ersten Ehe von 1933 bis 1956 stammen zwei Söhne. Eine zweite Ehe seit 1957, bleibt kinderlos.
Als Sanitätsoffizier des Heeres ist er ab 1932 in Friedenszeiten in unterschiedlichen Verwendungen in den Garnisonen Frankfurt/Oder, Hirschberg im Riesengebirge, Leipzig und seit 1939 in Döberitz bei Berlin eingesetzt, das bis zur Flucht von Ehefrau und Kindern im April 1945 Familienwohnsitz bleibt. Während des Zweiten Weltkriegs erfährt er unter fachlicher Zuständigkeit der Heeressanitätsinspektion verschiedene Kommandierungen in der Heimat und nimmt an Fronteinsätzen in Polen, Frankreich und Russland teil, zuletzt als Divisionsarzt einer Infanteriedivision bei der Heeresgruppe Nord. Wegen einer infektiösen Hepatitis wird er Ende 1944 aus der Front herausgelöst und als Chefarzt eines Reservelazaretts in der Mark Brandenburg eingesetzt. Dieses Lazarett evakuiert er in den letzten Tagen des Krieges zwischen den Fronten nach Schleswig-Holstein bis auf die Insel Föhr, – er spricht von der letzten Rückzugswoge, die ihn in sein Mutterland [Schleswig-Holstein] zurückgespült habe –, wo er es noch bis zu seiner Entlassung aus der Wehrmacht im Herbst 1945 leitet.
Nach Erlangen der „Approbation für die Niederlassung als frei praktizierender Arzt“ ist er von 1946 bis wenige Monate vor seinem Tod als Facharzt für Innere Krankheiten in Westerland auf Sylt tätig.

### Dichter
In den 1930er Jahren gelingen erste einzelne Gedichtveröffentlichungen. Von 1938 bis 1944 bringt die im Albrecht Langen * Georg Müller Verlag monatlich erscheinende Zeitschrift für Dichtung, Kunst und öffentliches Leben, DAS INNERE REICH, wiederholt Gedichte von Bodo Schütt und der Verleger Heinrich Ellermann publiziert in seiner Reihe DAS GEDICHT, Blätter für Dichtung mitten im Krieg sein Gedicht DEN MÜTTERN. Zwischen 1941 und 1944 erscheinen 4 Gedichtbände, die sich so gut verkaufen, dass die Familie nahezu ausschließlich von den Tantiemen leben kann. In seinem Nachwort zur Erstausgabe des ersten Gedichtbands Gestirn des Krieges erwähnt Friedhelm Kaiser, dass diese Gedichte „unmittelbar vor Ausbruch des Krieges, auf Marschwegen und Schlachtfeldern in Polen, in den Quartieren des Wartewinters 1940 am Westwall [Eifel], während des Westfeldzuges in Belgien und Frankreich und wieder in den Quartieren Flanderns am Kanal geschrieben“ wurden. Bodo Schütt korrespondiert mit Lyrikern und Schriftstellern, wie dem österreichischen Dichter Josef Weinheber und Curt Hohoff; erfährt Bestätigung und Anerkennung. Aufmerksam verfolgt er das dichterische Schaffen und nach dem Krieg das dichterische Comeback des 1935 als Sanitätsoffizier reaktivierten und seit 1945 ebenfalls frei praktizierenden Gottfried Benn. Mit dem Dramatiker Curt Langenbeck, verbindet ihn seit 1945 eine tiefe Freundschaft; nach dessen Herztod 1953 widmet er ihm einen ausführlichen Nachruf [Schuld und sittliche Wahrhaftigkeit]. Themen seiner eigenen Gedichte sind bereits früh Natur und Mystik sowie in der ersten Hälfte der vierziger Jahre der Krieg. 1944 bezeichnet er in einem Aufsatz Zur Lage und Aufgabe der Lyrik in der Gegenwart, den Krieg „als eine Gleichrichtung des Erlebens und Wollens,“ an welche die Lyrik anknüpfe. Wie – insbesondere auch Gottfried Benn – betont er, dass Form immer die erste Forderung bleibe, die an ein Gedicht zu stellen sei, sowie die Bedeutung einer ästhetischen Gestaltung gegenüber der inhaltlichen Aussage, und er distanziert sich von der [damals vorherrschenden] ideologischen Gebrauchslyrik. Georg Ried zählt ihn zu den Lyrikern im Dritten Reich, deren Dichtung sich von der nationalsozialistischen Zweckdichtung durch „echte Klänge“ abhebt.
Die Insel Sylt, wird ihm nach dem Krieg nicht nur Heimat, sondern sie ist ihm auch, wie er es ausdrückt, „Existenz auf der Scheide zwischen Wohnland, Menschenland und dem Reich der Riesen, der Elemente“. Daraus, sowie aus seiner ärztlichen Tätigkeit, schöpft er seine Anregungen für Themen, Inhalte [und Form] der zweiten Phase seiner Dichtung und des Spätwerks. Mit Besorgnis sieht er daher die Gefährdung der sozialen Insel-Strukturen und der Weite und Abgeschiedenheit der Landschaft durch die, wie er es ausdrückt „jedesmal wüstere Besatzungszeit während der Saison“ mit Auto- und Menschenansturm und unaufhörliches Gästegekrabbel.
Die Journalistin und Lyrikerin Margarete Dierks, eine völkisch/theologische Unitarierin deutet und interpretiert seine [Nachkriegs-]Lyrik einfühlsam. Sie schreibt u. a.: „In seinen Gedichten herrscht die Nennung, das sprachliche Eingreifen der Naturmächte. In ihr kosmisches und erdhaftes Wirken ist der Mensch wie anderes organisches und anorganisches Gebilde einbezogen. Mythisches und realistische Tag-Nacht-Gegenwart sind ineinander geschlungen oder stehen hart nebeneinander in reimlosen Zeilen oft rau[h]er Fügung.“ [...] „Er nimmt das unmittelbar Erlebte ins Gedicht, das macht seine lyrische Sprache eigentümlich und die Aussagen überzeugend, wie zum Beispiel seinen eigenen Alltag als Landarzt: Wenn ich erschöpft / die Dunkelheit durchfahre / Vater Behüter Rater / von tausend Kindern – ... / Von Müdigkeit trunken / Über die Dörfer gehetzt... / hocke ich lang bei Fremden / sitz ich verirrt bei Freunden / halte ich Rast bei Toten / zwischen den Rändern der See / den Tiefen der Stille – / Tod als Arzney.“ […] und sie fasst zusammen: „In seiner [Bodo Schütts] Gedichtsammlung ist Sylt balladisch und lyrisch, real und bildlich gefasst und dem Leser erfahrbar gemacht.“

## Einzelveröffentlichungen
- DAS INNERE REICH, Gedichte in verschiedenen Ausgaben des 5. bis 10. Jahrgangs von 1938 bis 1944.
- Aeskulap dichtet, HG. Artur Boskamp, Itzehoe 1965, S. 179.
- Sylter Lesebuch, HG. Kurt-Lothar Tank, Berlin-Ffm-Wien 1973, S. 53 ff.
- Lyrik deutschsprachiger Ärzte der Gegenwart, HG Armin Jüngling, München-Gräfelfing 1971, S. 149 ff.
- Schein und Wirklichkeit, HG Armin Jüngling, Marquardstein 1977, S. 166 ff.
- Deutsche Lyrik vom Barock bis zur Gegenwart, HG. Gerhard Hay und Sybille von Steinsdorff, München 1980, S. 278.
- Nordfriesland, Buch 7/3, WINDEN GLEICH SIND GEDANKEN – Gedichte von Sylt, Neumünster 1973.

## Auszeichnungen/Ehrungen
- Lyrikpreise der im Deutschen Verlag zweiwöchentlich erscheinenden Berliner Zeitschrift DIE DAME: 1940 einer der mit je 200 RM dotierten fünf (2.–6.) Preise für das Gedicht ANRUF und 1941 erster mit 1000 RM dotierter Preis für das Gedicht HERZ UNTER DEM SCHICKSAL[24]
- 1944 Hermann Löns Preis der Deutschen Hermann Löns Gesellschaft für die Gedichte STERN IM GRENZENLOSEN und GESTIRN DES KRIEGES

## Werke
- - Gestirn des Krieges. Eugen Diederichs, Jena 1941.[25]
  - Stern im Grenzenlosen. Eugen Diederichs, Jena 1943.[25]
  - Wandlung und Bewahrung. Eugen Diederichs, Jena 1944.
  - Geist und Gestalt. Eugen Diederichs, Jena 1944.
  - Lieder am Strand. Eugen Diederichs, Düsseldorf 1953.
  - Jahr der Insel. Wolff, Flensburg 1968.
  - Zwischenzeit und Ballade vom Tag nach der Zeit. Bläschke, Darmstadt 1973.
  - Sylt ist mein Haus. Argus, Opladen 1974, ISBN 3-920337-17-4.
  - Nördliche Küste. Westerland/Bredstedt 1979, ISBN 3-88007-537-9. (enthält neue, sowie teilweise überarbeitete Gedichte aus Lieder am Strand und Jahr der Insel)